# Utopia (álbum de Travis Scott)
UTOPIA es el cuarto álbum de estudio del cantante y rapero estadounidense Travis Scott. Fue lanzado a través de Cactus Jack Records y Epic Records el 28 de julio de 2023. El álbum presenta apariciones especiales de Teezo Touchdown, Drake, Playboi Carti, Beyoncé, Rob49, 21 Savage, The Weeknd, Swae Lee, Yung Lean, Dave Chappelle, Young Thug, Westside Gunn, Kid Cudi, Bad Bunny, SZA, Future y James Blake. La producción estuvo a cargo de una variedad de productores discográficos, incluidos Scott y James Blake, WondaGurl, Kanye West, Allen Ritter, Guy-Manuel de Homem-Christo, Wheezy, Pharrell Williams, Beyoncé, Buddy Ross, Vegyn, 30 Roc, John Mayer, Jahaan Sweet, Boi-1da, Vinylz, Tay Keith, BNYX, Oz, Justin Vernon, The Alchemist, Dom Maker, Illangelo, DVLP y Metro Boomin, entre otros. Los nombres de los otros artistas del álbum se ocultaron inicialmente en los servicios de transmisión, pero el artista los acreditó cuatro días después de su lanzamiento. UTOPIA sirve como continuación del tercer álbum de estudio del artista, ASTROWORLD (2018), así como de JACKBOYS (2019), su álbum recopilatorio que se lanzó en colaboración con su sello discográfico Cactus Jack.
UTOPIA recibió críticas generalmente positivas de los críticos musicales y debutó en el número uno en la lista Billboard 200, en la que obtuvo 496.000 unidades equivalentes a álbumes, de las cuales 252.000 unidades fueron ventas de álbumes puros. Las 19 canciones del álbum debutaron en el Billboard Hot 100, convirtiendo a Scott en el decimoquinto artista en la historia de la lista en registrar más de 100 entradas en su carrera. El álbum estuvo respaldado por tres sencillos, «K-POP», «DELRESTO (ECHOES)» y «MELTDOWN», y es un disco conceptual que estuvo acompañado de una película, CIRCUS MAXIMUS, que se estrenó el día anterior al álbum. El álbum también tiene cuatro portadas alternativas con diferentes versiones para cada una, en las que Scott las publicó todas en su perfil de Instagram en los días previos a su lanzamiento.
El álbum se promocionó con un evento de lanzamiento, que inicialmente estaba programado para transmitirse en vivo desde las Pirámides de Giza en El Cairo, Egipto, pero debido a problemas de construcción se trasladó al Circo Máximo en Roma, Italia. Comercialmente, el álbum se convirtió en el primer álbum número uno del artista en el Reino Unido, alcanzando la cima también en las listas de Australia, Canadá, Irlanda, Italia, los Países Bajos, Nueva Zelanda, Noruega y Suecia.

## Antecedentes y grabación
El 8 de julio de 2020, Scott reveló por primera vez el título del álbum cuando publicó una foto en Instagram con su nombre, que luego se revelaría como el título. El 3 de agosto de 2020, se burló del título del álbum en una carta de agradecimiento a los fans por el segundo aniversario de su tercer álbum de estudio, ASTROWORLD (2018). En octubre, Scott continuó provocando el álbum en una serie de tweets. La grabación del álbum comenzó en 2019 con el artista publicando actualizaciones durante las sesiones de grabación en las redes sociales.
En una entrevista de febrero de 2021 con i-D, Scott dijo que había estado colaborando con nuevos artistas mientras intentaba expandir su sonido y hacer canciones con sus propios instrumentos que él había creado. En mayo de 2021, el productor de discos e ingeniero de audio Mike Dean declaró que Scott estaba grabando música similar a la de su mixtape debut, Owl Pharaoh (2013), para UTOPIA. En una entrevista con Women's Wear Daily en junio, Scott describió el sonido de UTOPIA, afirmando que está "en este modo de nuevo álbum donde es como rock psicodélico". En febrero de 2023, el artista reveló en el 2023 el evento de fin de semana All-Star Weekend de la NBA en Salt Lake City en el que UTOPIA se lanzaría después de que Don Toliver, Sheck Wes y SoFaygo, quienes son sus artistas firmados con Cactus Jack Records, lanzaran sus respectivos proyectos.

## Lanzamiento y promoción
El 2 de agosto de 2022, Scott anunció una residencia de una semana en el club nocturno Zouk en Las Vegas, conocido como Road to Utopia, del 17 al 24 de septiembre. En diciembre, se informó que el álbum y la gira mundial estaría programada para principios de 2023.
En mayo de 2023, aparecieron en línea fotos de Scott con unas zapatillas Air Jordan 1 Low inéditas con el presunto logotipo de UTOPIA y su guardaespaldas sosteniendo un maletín con la etiqueta de UTOPIA. El productor de discos e ingeniero de audio Mike Dean también compartió su participación en la finalización del disco con una publicación de Instagram más tarde ese día. El 15 de junio de 2023, se vio a Scott saliendo de Abbey Road Studios con sus guardaespaldas, recreando la portada del undécimo álbum de estudio de The Beatles, Abbey Road (1969).

## Lista de canciones
| N.º | Título                                             | Letras | Duración |  |
| 1.  | «Hyaena»                                           | George E. Clinton, Michael G. Dean, Noah Goldstein, Edward E. Hazel, Kerry C. Minnear, Ebony N. Oshunrinde, Andrew Shallcross, Derek V. Shulman, Raymond Shulman, Jacques B. Webster | 3:42     |  |
| 2.  | «Thank God»                                        | Isaac Boni, Jahmal D. Gwin, Mark M. Mbogo, Michael Mule, Ebony N. Oshunrinde, Allen R. Ritter, Stormi Webster, Jacques B. Webster, Kanye O. West                                     | 3:04     |  |
| 3.  | «Modern Jam» (con Teezo Touchdown)                 | Michael G. Dean, Guillaume E. de Homem-Christo, Jahaan A. Sweet, Aaron L. Thomas, Jacques B. Webster                                                                                 | 4:15     |  |
| 4.  | «My Eyes»                                          | Wesley T. Glass, Ebony N. Oshunrinde, Dua Saleh, Josiah Sherman, Sampha L. Sisay, Joseph W. Thornalley, Justin D. Vernon, Jacques B. Webster                                         | 4:11     |  |
| 5.  | «God's Country»                                    | Dylan T. Clearly, Samuel Gloade, Aqeel Tate, Jacques B. Webster, Kanye O. West | 2:07     |  |
| 6.  | «Sirens»                                           | | 3:24     |  |
| 7.  | «Meltdown» (con Drake)                             | | 4:06     |  |
| 8.  | «FE!N» (con Playboi Carti)                         | | 3:11     |  |
| 9.  | «Delresto (Echoes)» (con Beyoncé)                  | | 4:34     |  |
| 10. | «I Know?»                                          | | 3:31     |  |
| 11. | «Topia Twins» (con 21 Savage & Rob 49)             | | 3:43     |  |
| 12. | «Circus Maximus» (con Swae Lee & The Weeknd)       | | 4:18     |  |
| 13. | «Parasail» (con Dave Chappelle & Yung Lean)        | | 2:34     |  |
| 14. | «Skitzo» (con Young Thug)                          | | 6:06     |  |
| 15. | «Lost Forever» (con Westside Gunn)                 | | 2:43     |  |
| 16. | «Looove» (con Kid Cudi)                            | | 3:46     |  |
| 17. | «K Pop» (con Bad Bunny & The Weeknd)               | | 3:05     |  |
| 18. | «Telekinesis» (con Future & SZA)                   | | 5:53     |  |
| 19. | «Til Further Notice» (con 21 Savage & James Blake) | | 5:14     |  |